# Smile Like You Mean It
Smile Like You Mean It is een nummer van de Amerikaanse rockband The Killers uit 2005. Het is de vierde en laatste single van hun debuutalbum Hot Fuss.
Het nummer was het minst succesvol van alle vier de singles van "Hot Fuss". Het werd enkel op de Britse eilanden en Australië een hit. Het haalde de 11e positie in het Verenigd Koninkrijk.